# Maruia (rivière)
Le Maruia (anglais : Maruia River) est une rivière dans l'Île du Sud du nord-ouest de la Nouvelle-Zélande, dans la Région de Tasman. C'est un affluent important du Fleuve Buller, coulant sur 80 kilomètres avant de rejoindre le plus grand fleuve qui se trouve huit kilomètres à l'ouest de Murchison.

## Géographie
Le Maruia prend naissance dans les Montagnes Spenser, il s'écoule d'abord au sud-ouest avant de tourner au nord pour les derniers 50 kilomètres de sa longueur. Dans sa partie supérieure, la vallée du fleuve forme la partie ouest de la chaîne de Lewis Pass (en), la plus au nord des trois principales chaînes de montagnes passant à travers les Alpes du Sud.
Proche de la partie supérieure de la rivière, on peut trouver les Hots Springs, et le spa de Maruia Springs est à 5 km à l'ouest de la chaîne de Lewis Pass (en), 50 km du sud-est de la ville de Reefton.
Dans sa partie basse, son attrait principal sont les chutes de Maruia à 22 km de la ville de Murchison. Ici, un mur d'eau très large a été créé par un tremblement de terre en 1929. Bien que ce tremblement de terre sépara le lit de la partie basse de la rivière d'au moins d'un mètre, l'érosion et l'effondrement des chutes lui ont fait atteindre près de dix mètres aujourd'hui.

## Affluents
- Alfred